# ليليانا كامبوس
ليليانا كامبوس (بالبرتغالية: Liliana Campos‏) هي عارضة برتغالية، ولدت في 27 أبريل 1971 في مقاطعة هويلا في أنغولا.

## وصلات خارجية
- ليليانا كامبوس على موقع IMDb (الإنجليزية)